# Yetsiá bisheilá

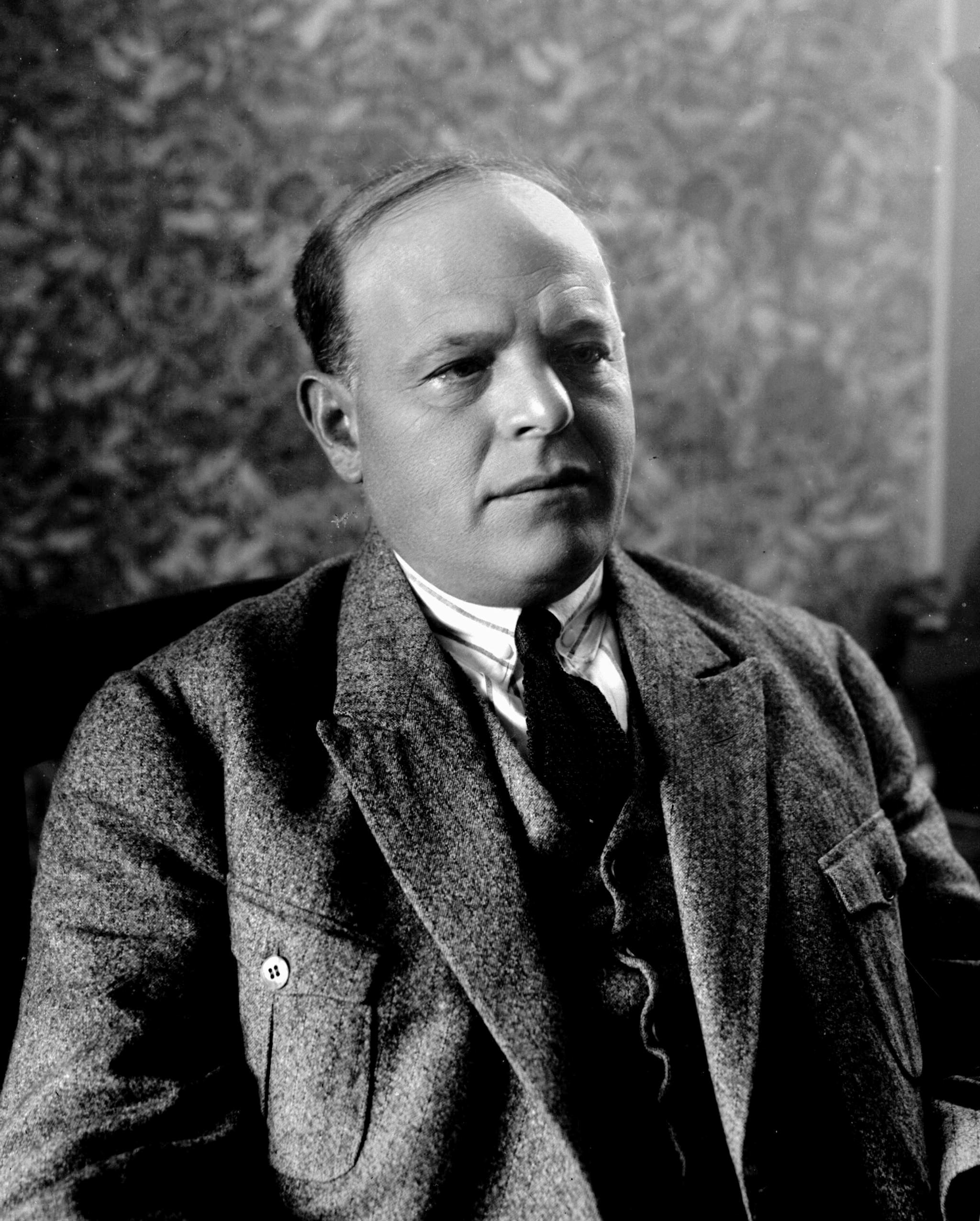
Jaim Najman

Yetsiá bisheilá (en hebreo: יְצִיאָה בִּשְׁאֵלָה‎, lit. 'dejar con una pregunta') es el término hebreo para abandonar una religión, normalmente el judaísmo, y pasar a un estilo de vida laico —en Israel, el término para los judíos no-observantes es jiloní—; también se conoce como jazara bishelá ('volver con una pregunta'). Ambos términos son lo contrario de jazara bitshuvá (literalmente 'volver con arrepentimiento'), que refiere a la conversión al judaísmo.
Muchos yotsim bishelá (pl., nombre para aquellos que abandonan su religión) encaran el ostracismo de su comunidad originaria. Además, algunos no están preparados para la vida fuera de su comunidad.

## Personajes conocidos
Algunos yotsim bishelá famosos son Elisha ben Abuyá, Baruch Spinoza, Jaim Najman, Sholom Alei y Mendele Mojer Sforim.